# Лора (филм)
Вижте пояснителната страница за други значения на Лора.
„Лора“ (на английски: Laura) е американски криминален филм, излязъл по екраните през 1944 година, режисиран от Ото Преминджър с участието на Джийн Тиърни, Дана Андрюс и Клифтън Уеб в главните роли. Сценарият, написан от Джей Дратлер, Самюъл Хофенстейн и Елизабет Рейнхард, е базиран на едноименния роман от 1943 година на писателката Вера Каспари.

## Сюжет
Внимание:  Текстът по-долу разкрива сюжета на произведението (или части от него)!
Сюжетът ни въвежда на място, където е извършено престъпление. Красивата Лора Хънт (Тиърни), с успешна кариера в рекламния бранш, е намерена мъртва в апартамента си, с множество огнестрелни рани. Детектив Макферсън (Андрюс) е изпратен да разследва случая. Опитвайки се да вникне в обстоятелствата породили убийството, той все повече е обсебен от жертвата. Тогава се случва нещо странно, обръщайки случая в съвсем различна посока.

## В ролите
| Актьор          | Роля                          |
| --------------- | ----------------------------- |
| Джийн Тиърни    | Лора Хънт                     |
| Дана Андрюс     | Марк Макферсън, детектив      |
| Клифтън Уеб     | Валдо Лидекър                 |
| Винсънт Прайс   | Шелби Карпентър               |
| Джудит Андерсън | Ан Тридуел                    |
| Дороти Адамс    | Беси Клари, домашна помощница |

## Награди и номинации
„Лора“ е сред основните заглавия на 17-ата церемония по връчване на наградите „Оскар“. Номиниран е за отличието в 5 категории, включително за най-добър режисьор, печелейки статуетката в категорията за най-добро операторско майсторство за черно-бели филми. Произведението се превръща в класика за жанра филм ноар.
Филмът е поставен от Американския филмов институт в някои категории както следва:
- 100 години Американски филмов институт... 100 трилъра – #73
- 100 години Американски филмов институт... 25 филмова музика – #7 (Дейвид Раксин)
- АФИ 10-те топ 10 – #4 Мистерия

- През 1999 година, филмът е сред произведенията, избрани като културно наследство за опазване в Националния филмов регистър към Библиотеката на Конгреса на САЩ.[5][7]

## Галерия
- Джийн Тиърни
 (Лора Хънт)
- Дана Андрюс
 (детектив Макферсън)
- Клифтън Уеб
(Валдо Лидекър)
номинация за поддържаща роля
- Винсънт Прайс
(Шелби Карпентър)